# Osmanlı (Azerbaigian)
Osmanlı è un comune dell'Azerbaigian situato nel distretto di Sabirabad. Conta una popolazione di 998 abitanti.